# IC 78
IC 78 је спирална галаксија у сазвјежђу Кит која се налази на листи објеката дубоког неба у Индекс каталогу.
Деклинација објекта је - 15° 50' 41" а ректасцензија 1h 8m 47,6s. Привидна величина (магнитуда) објекта IC 78 износи 13,5 а фотографска магнитуда 14,4. IC 78 је још познат и под ознакама MCG -3-4-10, NPM1G -16.0041, DRCG 4-22, PGC 4079.